# Dion and the Belmonts
Dion and the Belmonts (Діон енд зе Бельмонтс) — американський вокальний гурт у стилі ду-воп, популярний в кінці 1950-х років. Всі учасники були з Бронкса, місто Нью-Йорк.

## Історія
Гурт виник, коли в кінці 1957 року Діон Дімуччі (нар. 18 липня 1939) приєднався до гурту The Belmonts, в який входили бас-баритон Карло Мастранджело (5 жовтня 1937 — 4 квітня 2016), другий тенор Фред Мілано  (26 серпня 1939 — 1 січня 2012 року) і перший тенор Анджело Д'Алео (англ.) (нар. 3 лютого 1940).
Гурт був названий The Belmonts тому, що двоє з чотирьох учасників жили в Бронксі на Бельмонт Авеню, а інші два неподалік від Бельмонт Авеню.

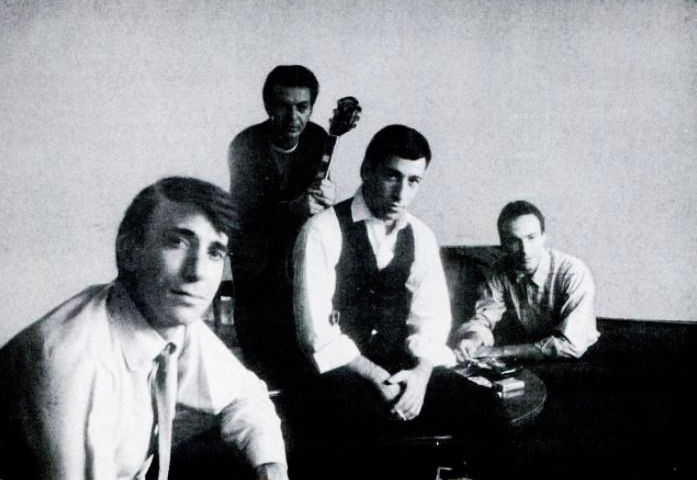
Dion and the Belmonts у 1966 році.

Після неуспішних синглів на лейблі Mohawk Records в 1957 році і потім на Jubilee Records («The Chosen Few», видана Діоном з іншим гуртом, The Timberlanes, як Dion & the Timberlanes), Діон і The Belmonts стали працювати разом. На початку 1958 року гурт підписав контракт з Laurie Records. Перший же сингл гурту на цьому лейблі «I Wonder Why», зробив їх зірками. Сингл досяг 22 місця в Billboard Top 100, і гурт вперше виступила на телешоу American Bandstand з ведучим Діком Кларком.
За першим успіхом пішли балади «No One Knows» (19 місце) і «Don't Pity Me» (40 місце), з якими вони також виступали на American Bandstand.
У березні 1959 року наступний сингл гурту «A Teenager in Love» потрапив у першу десятку, досягнувши 5 місця в Billboard Hot 100 та 28 місця у Великій Британії в UK Singles Chart. Ця пісня, написана Доком Помусом і Мортом Шуманом, вважається однією з найважливіших в історії рок-н-ролу. Незабаром у гурту вийшов перший альбом Presenting Dion and the Belmonts. Найбільший же свій хіт, «Where or When» Dion and the Belmonts випустили в листопаді 1958 року. Він досяг 3 місця в Billboard Hot 100. З ним гурт знову виступив на American Bandstand.
Наступні сингли, видавані гуртом в тому році, хоч і продовжували потрапляти в чарт, але були менш успішними. На початку 1960 року Діон ліг у лікарню на лікування від героїнової залежності. До героїну він приохотився ще підлітком, коли ж гурт був на піку популярності, «підсів» на наркотики ще сильніше. Тому коли «Where or When» був на вершині чартів, він був у лікарні на детоксикації.
Крім того, між Діоном і іншими учасниками гурту були фінансові і музичні розбіжності. В жовтні 1960 року Дімуччі вирішив піти з гурту і почати сольну кар'єру. Сольно він випускався просто як Діон (англ. Dion).
|                                                | Вони хотіли співати гармонії, я хотів робити рок-н-рол. Лейбл хотів, щоб я виконував традиційну поп-музику. Мені це швидко набридло. Я сказав, Не можу цього робити. Я повинен на гітарі грати. Так що ми розійшлися і я записав «Runaround Sue», «The Wanderer» і «Ruby Baby» |
| — Інтерв'ю Діона журналу Perfect Sound Forever | |

А наприкінці 1966 року Діон возз'єднався з гуртом для запису альбому Together Again на лейблі ABC Records. З альбому були видані два сингли «My Girl The Month of May / Berimbau» і «Movin' Man / For Bobbie». У США вони не потрапили в чарти, але у Великій Британії були більш успішними. «My Girl The Month Of May» потрапила в першу десятку чарту Radio London Fab 40 (9 місце, 25 грудня 1966). Наступна пісня, «Movin' Man», досягла 17 місця в чарті того ж Radio London 26 березня 1967 року. Під час цього недовгого возз'єднання гурт взяв участь у популярному телешоу Clay Cole Show з піснями «Berimbau» і «My Girl The Month of May», а також періодично виступала в місцевих нью-йоркських клубах, як, наприклад, в Mardi Gras 29 квітня 1967 року. Але потім знову розпалася.
Оригінальний склад ще раз об'єднався 2 червня 1972 для концерту в Madison Square Garden, який був записаний і виданий Warner Brothers як концертний альбом. Через рік четвірка знову об'єдналася, виступивши з концертом у Nassau Coliseum на Лонг-Айленді, Нью-Йорк. Запис цього виступу виданий не був.

## Визнання
Пісня «A Teenager in Love» у виконанні Dion and the Belmonts входить у складений Залою слави рок-н-ролу список 500 Songs That Shaped Rock and Roll.

## Дискографія

### Альбоми
Dion and the Belmonts видав чотири альбоми:
- Presenting Dion & The Belmonts (1959) Laurie Records
- Wish Upon a Star (1960) Laurie Records
- Together Again (1966) ABC Records
- Reunion: Live at Madison Square Garden (2 червня 1972), виданий 1973 року Warner Brothers Records

### Сингли
| Рік      | Сингл                                           | Лейбл       | Billboard Hot 100 | UK Singles Chart |
| -------- | ----------------------------------------------- | ----------- | ----------------- | ---------------- |
| Oct 1957 | «We Went Away» / «Tag Along»                    | Mohawk 105  | –                 | –                |
| Apr 1958 | «I Wonder Why» / «Teen Angel»                   | Laurie 3013 | 22                | –                |
| Aug 1958 | «No One Knows» / «I Can't Go On (Rosalie)»      | Laurie 3015 | 19                | –                |
| Dec 1958 | «Don't Pity Me» / «Just You»                    | Laurie 3021 | 40                | –                |
| Mar 1959 | «A Teenager in Love» / «I've Cried Before»      | Laurie 3027 | 5                 | 28               |
| Aug 1959 | «Every Little Thing I Do» / «A Lover's Prayer»  | Laurie 3035 | 48                | –                |
| Nov 1959 | «Where or When» / «That's My Desire»            | Laurie 3044 | 3                 | –                |
| Apr 1960 | «When You Wish Upon a Star» / «Wonderful Girl»  | Laurie 3052 | 30                | –                |
| Jun 1960 | «In the Still of the Night» / «A Funny Feeling» | Laurie 3059 | 38                | –                |
| Oct 1966 | «My Girl The Month of May» / «Berimbau»         | ABC 10868   | –                 | –                |
| Jan 1967 | «Movin' Man» / «For Bobbie»                     | ABC 10896   | –                 | –                |